# Lista de ministros do Território da Capital Federal (Nigéria)
Esta é uma lista de governantes do Território da Capital Federal, da Nigéria.
| Nome, Título          | Tomou posse            | Deixou o cargo        | Partido |
| John Jatau Kadiya     | 1979                   | 1982                  | NPN     |
| Iro Abubakar Dan Musa | 1982                   | 1983                  | NPN     |
| Haliru Dantoro        | 1983                   | 1984                  | -       |
| Mamman Jiya Vatsa     | 1984                   | dezembro de 1985      | -       |
| Hamza Abdullahi       | 1986                   | 1989                  | -       |
| Gado Nasko            | 1989                   | 1993                  | -       |
| Jeremiah Timbut Useni | 1993                   | 1998                  | -       |
| Mamman Kontagora      | 1998                   | 1999                  | -       |
| Ibrahim Bonu          | 1999                   | 2001                  | PDP     |
| Mohammed Abba Gana    | 8 de fevereiro de 2001 | 17 de julho de 2003   | PDP     |
| Nasir Ahmad el-Rufai  | 17 de julho de 2003    | 27 de julho de 2007   | PDP     |
| Aliyu Modibbo Umar    | 27 de julho de 2007    | 29 de outubro de 2008 | PDP     |
| Muhammad Adamu Aliero | 17 de dezembro de 2008 | 8 de abril de 2010    | PDP     |
| Bala Mohammed         | 8 de abril de 2010     | Presente              | PDP     |